# روبيفاكايين
روبيفاكايين (Ropivacaine) هو دواء مخدر موضعي طويل المفعول ينتمي إلى مجموعة الأمينو أميد. يشير اسم روبيفاكايين إلى كل من المزيج الراسيمي وS-المصاوغ المرآتي المسوق.يتم تسويق هيدروكلوريد Ropivacaine بشكل شائع بواسطة AstraZeneca تحت الاسم التجاري Naropin.

## التاريخ
تم تطوير الروبيفاكايين بعد ملاحظة ارتباط البوبيفاكايين بالسكتة القلبية، خاصة عند النساء الحوامل. وجد أن الروبيفاكايين أقل سمية للقلب من البوبيفاكايين في النماذج الحيوانية.